# 太田邦史
太田邦史（おおた くにひろ、1962年- ）は、日本の分子生物学者、東京大学教授・総合文化研究科長。

## 略歴
1962年東京都出身。1981年桐朋高等学校卒業。1985年東京大学理学部生物化学科卒業。1990年東京大学大学院理学系研究科生物化学専攻博士課程修了、理学博士。1991年理化学研究所研究員、2003年同遺伝ダイナミクス研究ユニット・ユニットリーダー、2006年同中央研究所太田遺伝システム制御研究室・准主任研究員、2007年東大総合文化研究科教授となり、2019年東京大学大学院総合文化研究科・教養学部長。

## 著書
- 『自己変革するDNA』みすず書房, 2011
- 『エピゲノムと生命 DNAだけでない「遺伝」のしくみ』ブルーバックス 講談社, 2013
- 『「生命多元性原理」入門』講談社選書メチエ 2018.9

共著
- 『生命デザイン学入門』小川(西秋)葉子共編著 (岩波ジュニア新書 2016

## 論文
- ＜太田邦史